# Oldorico
Oldorico o Oldoricus o Olricus (fl. IX secolo) fu reggente della contea di Asti dall'887 all'889.
Le uniche notizie su questo conte, provengono da un placito dell'887, dove Oldorico presiede il mallo pubblico, con il figlio Anterius.
Il Cipolla, ipotizza che Oldorico, possa essere stato visconte di Suppone.
Hlawitschka, esclude che Olderico possa essere il conte palatino che morì nel 981 combattendo gli Ungari, ma lo colloca come Olricus nobile partigiano di Berengario contro Guido di Spoleto.
Dopo la sconfitta di Berengario, Ugo avrebbe ordinato il suo allontanamento favorendo l'accorpamento della contea di Asti alla marca degli Anscarici.